# 明特村 (加利福尼亞州)
明特村（英語：Minter Village）是位於美國加利福尼亞州克恩縣的一個非建制地區。該地的面積和人口皆未知。

## 地理
明特村的座標為35°30′13″N 119°10′58″W / 35.50361°N 119.18278°W，而該地的平均海拔高度為129米（即423英尺）。